# Fyrste
Fyrste (latin: princeps, oldhøjtysk: furisto, tysk: Fürst) var oprindeligt ikke en titel, men betød blot den første. Betegnelsen har været anvendt om ikke-regerende medlemmer af en regentfamilie og medlemmer af højadelen i visse lande som Tyskland, Rusland (knjaz), Frankrig (prince) og Italien (principe).
Principielt er det en betegnelse på en suveræn hersker og ingen egentlig titel per se. En fyrste kan derfor dække alle monarker uanset hvilken titel, de bruger (konge, kejser, hertug, fyrste etc.). Denne betydning afspejles i brugen af fyrster som kollektiv betegnelse for monarker og ord som fyrstehus om et suverænt hus (slægter).
I dag bruges betegnelsen som titel i Andorra, Liechtenstein, Monaco, Tyskland og enkelte andre lande i Europa. Der skelnes mellem suveræne eller forhenværende suveræne fyrster, der har hersket over en stat (fyrstendømme), og ikke-suveræne fyrster, der blot udgør den højeste klasse af adelen.
Fyrstetitlen arves i Tyskland primogeniturt, det vil sige, at kun slægtens hovedmand er fyrste og hans hustru fyrstinde. I Rusland får alle slægtens medlemmer fyrste/fyrstinde-titlen.

## Historie
I oldtidens Rom var princeps senatus en ærestitel, som Augustus og hans efterfølgere benyttede; derefter betegnes kejserdømmet i dets første periode, da kejseren i det mindste i teorien kun var rigets første embedsmand, som principatet. Hos oldgermanerne omtales fyrster (principes kaldes de af Cæsar og Tacitus), der valgtes på folkeforsamlingerne og især synes at have været dommere eller rettere lovsigemænd. I den ældre middelalder betegner udtrykket fyrste eller princeps i det hele landets fremragende mænd (»rigets bedste mænd«, meliores regni eller meliores terrae), men efterhånden som lensvæsenet udviklede sig, blev fyrstetitlen for den rigsumiddelbare lensmand.
Særlig gælder det i Tyskland, og her fremkom både gejstlige og verdslige fyrster. Til de første regnedes ærkebiskopper, biskopper og de abbeder og abbedisser, der var indehavere af rigsumiddelbare abbedier. Om kejserens stilling til de gejstlige fyrster drejede investiturstriden sig; efter Reformationen gav deres tilstedeværelse anledning til store vanskeligheder. Til verdslige fyrster regnedes hertuger, markgrever, pfalzgrever, landgrever, borggrever og grever, forsåvidt de havde deres len umiddelbart af kejseren. Alle fyrster havde sæde i den tyske rigsdag. Ud fra de øvrige skilte sig dog i 13. århundrede de syv mægtigste, de såkaldte kurfyrster (kårefyrster), der fra nu af udgjorde et særligt øverste kollegium på rigsdagene, mens de øvrige fyrster mødte i »Fürstenrat«, det andet kollegium, der deltes i den gejstlige og verdslige »Fürstenbank«. Deltagelsen i fyrsterådet blev i tidens løb skelnemærket mellem fyrster og de mindre herrer, rigsridderne, der vel var rigsumiddelbare, men ikke havde adgang til rigsdagene. I løbet af 16. og 17. århundrede fastsloges hvilke fyrstehuse, der i kraft af besiddelsen af bestemte territorier havde sæde og stemme i rigsdagen, og efter Den westfalske Fred 1648 kunne nyudnævnte fyrster kun få stemmeret på rigsdagen med dennes tilsagn. De gejstlige fyrster forsvandt ved nyordningen i 1803. Overhovederne for de tyske fyrstefamilier havde prædikatet "Durchlaucht", men fyrsteværdigheden ikke længere retslig betydning, hvorimod der knyttede sig ulige æresrettigheder dertil, også fx for de mediatiserede fyrsters vedkommende og for de fyrster, der før 1806 var rigsumiddelbare, men dengang måtte træde i undersåtsforhold til større landsherrer. Tyske suveræne landsherrer har ofte uddelt fyrstetitlen som belønning for store fortjenester, således blev Bismarck 1890 fyrste (hertug) af Lauenburg.

## Fyrstens rettigheder
Stillingen som fyrste indebærer/indebar retten til/muligheden for at udøve visse gerninger. Vi skelner mellem juridiske, politiske, økonomiske og ejendomsmæssige rettigheder.
Juridiske rettigheder:
- lovgivningsretten (ofte derved, at fyrsten stod som lovforslagets fremstiller, folkeforsamlingen som godkendende modtager);
- privilegieudstedelsesret (fx tildeling af stadsret til købstæder);
- domsafsigelsesret (enten selv – i højeste retsinstans – eller ved tillidsfolk – i lavere retsinstanser);
- embedsudnævnelsesret.

Politiske rettigheder:
- retten til at indgå traktater (alliancer, fredsaftaler og lignende);
- retten til at erklære krig;
- hyldningsret og retten til at foreslå eller udpege sin efterfølger,
- retten til at udstede gangbar mønt.

Økonomiske rettigheder:
- retten til at opkræve ordinære skatter til dækning af rigets forvaltningsopgaver;
- retten til at udskrive og opkræve ekstraordinære skatter (fx ved krigstilstande);
- retten til at opkræve told, accise og andre fastlagte udgifter;
- retten til at opkræve bøder, sagefald og lignende.

Ejendomsmæssige rettigheder:
- ejendomsretten til jord tilknyttet fyrsteembedet (kongelev);
- ejendomsretten til fædrenearv (patrimonium);
- danefæret (ejeret til al jord eller andet af værdi hvis retmæssige ejer ikke kan godtgøres);
- arveret (tilbagefaldsret til områder, der regeres af andre, som ikke efterlader sig egne arvinger og hvor fyrsten er nærmeste arveberettigede slægtning);
- brugsret af al retmæssige fast ejendom, herunder fæsteindkomster, herlighedsrettigheder (fx jagtrettighed) og hoveri i lighed med andre godsejere.

Begrænsninger i disse rettigheder kunne kun ske på fem måder:
1. ved underskrivelse af erklæringer om frivilligt at indskrænke sit råderum (på dansk: håndfæstninger),
2. ved afståelse i forbindelse med (tabte) krige,
3. ved mageskifte (jordbytte),
4. ved salg,
5. ved pantsætning (overdragelse af rettigheder mod en given modydelse eller et kontant lån).

En afart af første måde er de grundlove, hvor en del af fyrstens sædvanlige rettigheder er overdraget andre statsinstitutioner så som en folkevalgt forsamling, en regering udgået af denne, en professionaliseret offentlig domstol og lignende. I nogle lande (fx Danmark) har fyrsten dog fortsat en formel ret til at foranstalte retsundersøgelser af personer, til hvem ansvaret for disse fysteopgaver nu er overdraget i tilfældet af formodet embedsmisbrug.